# Fire Emblem: Mystery of the Emblem
Fire Emblem: Mystery of the Emblem (ファイアーエムブレム　紋章の謎, Faiā Emuburemu: Monsho no Nazo, Fire Emblem: Monshō no Nazo) est un tactical RPG sorti en 1994 sur Super Famicom, au Japon exclusivement. Le jeu a été développé par Intelligent Systems et édité par Nintendo. C'est le troisième opus de la série Fire Emblem, et le premier sorti sur Super Famicom.
Le jeu se divise en deux scénarios distincts, qualifiés de "Livres", d'une longueur similaire. Le "Livre 1" est un remake légèrement raccourci du premier jeu de la série, Fire Emblem: Shadow Dragon & the Blade of Light, sorti en 1990 sur Famicom. Le "Livre 2" est un nouveau scénario faisant suite à l'histoire du premier et approfondissant l'univers du jeu.
Le "Livre 2" spécifiquement a fait l'objet d'un remake connu sous le nom de Fire Emblem: New Mystery of the Emblem, sorti en 2010 sur Nintendo DS, au Japon exclusivement.

## Trame
L'intrigue du jeu se divise en deux "Livres". À l'instar de son prédécesseur Shadow Dragon & the Blade of Light, elle prend place sur le continent imaginaire d'Akaneia, rebaptisé Archanea dans les versions nord-américaines.

### Livre 1
Le "Livre 1" est un remake légèrement abrégé du premier jeu de la série. Il décrit les évènements de la "Guerre des Ombres". Marth, prince d'Altea, est le descendant d'Anri, le guerrier qui a vaincu le Dragon d'Ombre Medeus. Cependant, un siècle après avoir été vaincu, ce dernier est ressuscité, et à la tête du royaume de Doluna, il conquiert Altea. Marth est contraint de fuir en exil dans le pays allié de Talys, tandis que sa sœur Elice est prise en otage et que son père est tué par le sorcier démoniaque Gharnef, responsable de la résurrection de Medeus. Avec l'aide de chevaliers alteans ainsi que de Shiida, la princesse de Talys, Marth part en quête de Falchion, l'épée sacrée d'Anri subtilisée par Gharnef, et obtient l’Emblème du Feu de la part de la princesse Nyna d'Akaneia, qui le reconnaît comme le héros du continent tout entier. Armé de Falchion, il pourra affronter Medeus, reconquérir le royaume d'Altea et sauver sa sœur.

### Livre 2
Le "Livre 2" est un scénario original, la suite du premier. Il raconte les évènements de la "Guerre des Héros". Après la fin de la guerre et la défaite de Medeus des mains de Marth, la princesse Nyna d'Akaneia, la plus puissante nation du continent, épouse l'un des compagnons d'armes de Marth, le prince d'Aurelis Hardin. Cependant, après leur mariage, Hardin change brusquement de personnalité et règne tel un tyran, cherchant à éliminer tous ceux qui tenteraient de s'opposer à son emprise absolue sur le monde. Il fonde le Saint-Empire d'Akaneia, et entreprend de bâtir une armée puissante capable d'assouvir ses desseins hégémoniques. Il commande à Marth, qui a toujours toute confiance en son ancien allié, de mater une révolte contre l'Empire à Grust. Sur place, Marth s'indigne des méthodes brutales du général Lang, aux ordres de l'Empereur, et décide de prendre les armes contre lui. Hardin se sert de ce prétexte pour envahir Altea alors que Marth et son armée n'y sont pas. Marth s'engage donc dans un nouveau conflit en vue de libérer à nouveau son pays, vaincre Hardin et découvrir ce qu'il se passe dans l'ombre de l'Empereur.

## Système de jeu
Fire Emblem: Mystery of the Emblem est un jeu vidéo de rôle tactique où les joueurs prennent le contrôle de l'armée de Marth et Marth lui-même, le principal protagoniste du premier opus Fire Emblem: Shadow Dragon & the Blade of Light, à travers des missions scénarisées sur le continent d'Akeneia. Entre les batailles, les personnages engagent des conversations entre eux dans des cinématiques, ce qui fait avancer l'histoire.
Le jeu se veut essentiellement être une amélioration et modernisation de l'expérience de jeu du premier opus, et abandonne en ce sens la plupart des changements opérés dans Fire Emblem Gaiden.
Les batailles sont au tour par tour et se déroulent sur des cartes basées sur une grille. Pendant leur tour, les unités peuvent se déplacer, attaquer un ennemi, utiliser un objet ou interagir avec leur environnement. La victoire est obtenue lorsque la base ennemie, généralement gardée par un boss, est capturée. Chaque personnage possède quatre armes et quatre objets, et chacun a une classe de personnage assignée qui affecte leur amplitude de mouvement et les armes qui peuvent être utilisées. Les unités montées ont également la possibilité de descendre de leur monture, par exemple afin de participer aux combats en intérieur, ce qui modifie leurs capacités et leurs statistiques tout en réduisant leur capacité de déplacement.
Lorsque le combat est lancé, un écran séparé montre le déroulement de la bataille: la puissance d'attaque est basée sur la force des armes et de leurs unités, tandis que les dégâts sont calculés en fonction du type d'attaque utilisé et de la défense physique et magique de l'unité adverse. Les coups critiques triplent les dégâts des attaques normales. Chaque bataille rapporte des points d'expérience, ce qui augmente le niveau d'expérience d'une unité: son niveau et ses statistiques plafonnent à 20. Lorsqu'un personnage change de classe, son niveau d'expérience revient à 1 tandis que ses statistiques augmentent légèrement. Les capacités des unités peuvent être influencées par un système de soutien: lorsque deux personnages ont une relation basée sur l'histoire, comme être amoureux ou amis, ils augmentent les statistiques telles que la puissance d'attaque ou la capacité d'esquiver s'ils combattent côte-à-côte.

## Développement

### Équipe
- Producteur : Gunpei Yokoi
- Directeur : Keisuke Terasaki
- Concepteur, scénariste : Shouzou Kaga
- Programmeur système : Toru Narihiro
- Concepteur graphique : Katsuyosi Koya (ja), Fumika Noki
- Composition musicale : Yuka Tsujiyoko
- Illustrateur : Katsuyoshi Koya
- Remerciements : Hirokazu Tanaka

### Résumé
Le développement de Fire Emblem: Mystery of the Emblem débute en parallèle de celui de Fire Emblem Gaiden, Il est rapidement décidé que ce troisième épisode sera la suite du premier, perçu comme le cœur de l'univers, là où Gaiden n'était qu'une histoire parallèle, d'où son nom ayant une signification similaire en japonais. Le jeu devait également sortir sur la plus récente Super Famicom, plus apte à réaliser les ambitions des développeurs que la vieillissante Famicom.
Il est par la suite convenu d'ajouter à cette suite une version modernisée de Shadow Dragon & the Blade of Light, et de faire de ces deux aventures des expériences de gameplay distinctes. La principale raison de cette décision est de permettre aux joueurs n'ayant pas joué au jeu original de mieux apprécier l'histoire et les personnages de cette suite mais aussi de découvrir les débuts de Marth sous un meilleur jour que l'épisode Famicom. Toutefois, la priorité pour l'équipe de développement reste le nouveau scénario, devenu le Livre 2. Ainsi, lorsque les ambitions du jeu se heurteront aux limitations de mémoire des cartouches Super Famicom, c'est bien le scénario original, devenu le Livre 1, qui en fera les frais en voyant cinq chapitres (4, 9, 13, 18 et 21) et six personnages (Wrys, Darros, Roger, Jake, Beck et Gotoh) retirés. Par ailleurs, les deux Livres sont développés par des membres différents de l'équipe.

## Accueil
Fire Emblem: Mystery of the Emblem reçoit un très bon accueil de la part de la presse spécialisée. Famitsu lui décerne un 36/40, une note largement supérieure aux deux précédents épisodes. Du côté anglo-saxon, le jeu obtient un 8/10 de Nintendo Life et un 3,5/5 de RPGamer.
Les ventes du jeu sont estimées à 767 340 unités par le site VG Chartz. C'est la meilleure performance d'un jeu Fire Emblem jusque là et cela le restera jusqu'à Fire Emblem: The Blazing Blade. Cependant, si l'on considère seulement les ventes japonaises (dans la mesure où Mystery of the Emblem reste une exclusivité nippone), il détient encore le record aujourd'hui.

## Postérité

### Rééditions
Au Japon, le jeu a été rendu disponible à l'achat sur la console virtuelle de la Wii le 26 décembre 2006, la console virtuelle de la Wii U le 27 avril 2013 et la console virtuelle de la Nintendo 3DS le 22 juin 2016. Il est également disponible sur Nintendo Switch à partir du 23 septembre 2020 pour les abonnés du service Nintendo Switch Online.

### Remake
Le "Livre 2" de Mystery of the Emblem spécifiquement a fait l'objet d'un remake connu sous le nom de Fire Emblem: New Mystery of the Emblem, sorti en 2010 sur Nintendo DS, au Japon exclusivement. Il implémente notamment un prologue, de nouveaux chapitres optionnels ainsi qu'un avatar personnalisable. Le "Livre 1" avait quant à lui déjà eu droit à un remake en 2008 sur la même plateforme avec Fire Emblem: Shadow Dragon, dans une version plus respectueuse du premier opus puisqu'elle inclut l'ensemble du contenu de Shadow Dragon & the Blade of Light ayant dû être abandonné dans Mystery of the Emblem.

### Divers
L'opus Fire Emblem: Awakening se déroule dans le même univers 2000 ans après l'époque de Mystery of the Emblem. On y retrouve ainsi le personnage Tiki dans une version plus âgée. De nombreux personnages du jeu y sont par ailleurs recrutables par le biais des fonctionnalités Spotpass[réf. nécessaire].
De nombreux personnages du jeu ont fait une ou plusieurs apparitions dans le jeu mobile Fire Emblem Heroes.
Marth est l'un des personnages jouables de la série Super Smash Bros. depuis son opus Melee. Beaucoup de personnages secondaires, dont la princesse Shiida, apparaissent sous forme d'autocollant dans Super Smash Bros. Brawl et sous forme d'esprit dans Super Smash Bros. Ultimate. De plus, un certain nombre de musiques du jeu apparaissent dans la série.
Marth est aussi l'un des personnages auxquels il est possible de faire appel par le biais des Emblèmes dans Fire Emblem Engage. Tiki l'y rejoint en tant que DLC. Il fait également une apparition notable dans le spin-off Fire Emblem Warriors, peut-être recruté par DLC dans Fire Emblem Fates ou invoqué grâce à l'amiibo à son effigie dans Fire Emblem Echoes: Shadows of Valentia.
Bon nombre de personnages du jeu sont apparus dans le jeu de cartes dérivé Fire Emblem 0 (Cipher)[réf. nécessaire].
Le titre a par la suite été adapté en différents mangas[réf. nécessaire], ainsi qu'en dessin animé de deux épisodes[réf. nécessaire].